# ولاية مراكش
ولاية مراكش هو اسم أطلق على ولاية تقع وسط المغرب عاصمتها مراكش، يحدها من شمال ولاية فاس ونهر أم الربيع ومن جنوب ولاية سوس ومن شرق ولاية تافيلالت تأسست الولاية في عهد المرابطين في القرن الحادي عشر وقد شكلت تاريخيا إلى جانب ولايات فاس وولاية سوس وولاية تافيلالت وولاية تمبكتو وإقليم شنقيط الأقاليم الأساسية للامبراطورية الشريفة.

## تاريخ
انقسم المغرب سنة 1509 والى حدود سبتمبر سنة 1554 إلى سلطنتين منفصلين مستقلين هما؛ سلطنة فاس تحت حكم الوطاسيين و سلطنة مراكش تحت حكم عائلة السعديين، بعد معركة تادلة وانهزام آخر السلاطين الوطاسيين أبو حسون علي جرى توحيد المغرب من جديد تحت حكم سلطان السعدي محمد الشيخ.

## أقاليم تابعة للولاية
- إقليم دكالة
- إقليم تادلة
- إقليم حاحا
- إقليم مراكش
- إقليم هسكورة
- إقليم جزولة
- إقليم سوس
- إقليم الحوز

## وصلات خارجية
- خرائط دول أوروبا والحوض المتوسط منذ سنة 1 حتى الآن.